# Communauté de communes Pays Mer Estérel
La communauté de communes Pays Mer Estérel est une ancienne communauté de communes française, située dans le département du Var.

## Composition
Elle était composée des communes suivantes :
- Roquebrune-sur-Argens ;
- Puget-sur-Argens.

## Historique
Elle a été créée le 30 novembre 2009.
Elle est dissoute le 31 décembre 2012 et fusionne avec la communauté d'agglomération de Fréjus Saint-Raphaël pour former la communauté d'agglomération Var Estérel Méditerranée.

## Budget et fiscalité
- Total des produits de fonctionnement : 10 810 000 euros, soit 585 euros par habitant
- Total des ressources d’investissement : 950 000 euros, soit 51 euros par habitant
- Endettement : 870 €uros, soit 47 €uros par habitant[3].